# JR東日本107系電聯車
107系電車（107けいでんしゃ）是於1988年（昭和63年）至1991年（平成3年）製造的直流通勤列車。

## 概要
由於1980年代後期的日光線、兩毛線與北關東地區的支線廢除了急行列車的運用，原本的急行電車165系改運用為普通車，因為是由急行電車直接當成普通車運用，造成以下問題。
- 車廂車門兩側門體結構不適合早晚繁忙時間的運輸，造成上下車時間的延誤。
- 因最低編組為3輛編成，造成離峰時段的動力過剩的情形發生。
- 車齡已超過20年以上，部分機件已嚴重鏽蝕。

為了克服低效率的情況，也由於日本國鐵的私有化，JR東日本開發了一種可靈活應對任何時段車輛的需求，類似台鐵的DR1000型，可隨意依照時段需求運用編組，107系是因上述的情況而誕生。

## 規格與構造

### 構造
車體外型與日本國鐵1981年（昭和56年）新造的的105系電聯車外型相似，20M級鋼製車體，車輛單側有三個門，並且增設半自動門的設計。
正面是與105系相似的山牆的貫通形 ，與105系相比，前照燈 / 尾燈的佈置從垂直方向變為水平方向。排障器（裙子）則是從新生產，成為避開電氣連接器部分設計成左右分開的形狀。

#### 內裝
門與門之間的窗戶與1989年（平成元年）製造的719系下降式窗戶相同，三窗為一段。
座位分區明確化的設計，一人一格，避免有的乘客座的較大，有的乘客座的較擠的情況，座位分明。
空調設備則是有採用107系新型AU79A形單機式列車空調，或採用報廢的165系的AU13E形分散式列車空調二手機使用。因此，兩種類型的天花板結構都不同，冷風吹，冷卻器天花線流動式，平板式天花板流動，Kuha106型採用設備個別直接式。

#### 主要設備
107系大多數的設備都是165系的報廢設備再利用的，牽引系統根據119系採用1M系統。為了改變漸變間隔的操作，主控制器配備了CS54B型電阻與磁場弱化控制方法，可以控制電車運行和制韌時的再生電流。
制韌系統也是採用165系報廢設備再利用，配有配重裝置的SELD電磁直接制動器，用於製動和發電制動，重新使用裝載裝置。
輔助電源裝置配備一台容量為110KVA的電動發電機（MG），也是原裝於165系的再利用設備107系的，而空氣壓縮機（CP）則安裝在クモハ106型上。
在拆分和合併時，為了簡化工作而配備了電氣耦合器，但是由於它也具有三個KE76型跳線耦合器，所以它是一種可以與115系、165系等連結的結構，包括上述控制方法。

### 0番台
於1988年（昭和63年）5月至10月，於大宮・大井・大船及新津車輛製造所出場，共8列2輛編組，全數配屬小山電車區（即現時小山車輛中心），並被投放於日光線。
為了解決在大坡度路段空轉的問題，クモハ107的轉向架配備了撒砂裝置，此外，考慮到在寒冷地區的營運，第4至8列於製造時便裝備了用於架空電纜除霜的集電弓，而第1至3列也在1998年(平成10年)追加安裝。
- 第4至8列用於除霜的集電弓也具有集電功能，而通過改造加裝的第1至3列則不具有集電功能。在外觀上二者存在小許差異。

最初的塗裝是取自公開招募，當時使用奶油10號作底色，並以綠14號在兩端車身劃出羅馬拼音中日光線的第一個英文字母「N」的形狀。
2010年（平成22年）1月17日所有編組改為使用新塗裝，舊塗裝色的運用因而消失，新塗裝設計如下。
- 車身上半部象牙色，下半部分為古典紅寶石色，以金邊作分界。
- 在車輛的貫通門上，有一個寫著「Nikko Line」的標誌，貼紙的上半部分為日光站車站大樓，下方為每列列車不同的設計圖案（請參考下表）。
- 在車輛的側面有和車頭相同設計的日光站車站大樓的標誌 。

| 車輛 編號 | 製造日     | 製造 工場 | 新製 配置 | 編成 編號 | 除霜集電弓        | 設計圖形               | 除籍日     | 現況 |
| 1         | 1988.05.19 | 大船      | 小山      | N1        | 1998年装着 非通電 | 北萱草                 | 2013.06.05 | 解体 |
| 2         | 1988.05.21 | 大宮      | 小山      | N2        | 1998年装着 非通電 | 神橋                   | 2013.06.05 | 解体 |
| 3         | 1988.07.01 | 大井      | 小山      | N3        | 1998年装着 非通電 | 日光街道               | 2013.06.29 | 解体 |
| 4         | 1988.08.16 | 大船      | 小山      | N4        | 新製時装着 通電   | 男体山和中禅寺湖       | 2013.06.05 | 解体 |
| 5         | 1988.08.20 | 大宮      | 小山      | N5        | 新製時装着 通電   | 華嚴瀑布               | 2013.06.29 | 解体 |
| 6         | 1988.09.19 | 大井      | 小山      | N6        | 新製時装着 通電   | 伊呂波                 | 2013.06.29 | 解体 |
| 7         | 1988.10.27 | 新津      | 小山      | N7        | 新製時装着 通電   | 睡覺的貓（日光東照宮） | 2013.06.29 | 解体 |
| 8         | 1988.09.30 | 大船      | 小山      | N8        | 新製時装着 通電   | 三猿（日光東照宮）     | 2013.06.05 | 解体 |

### 100番台
生產了0番台系列後1988年（昭和63年)11月，高崎支社開始投產製造100番台，共生產了19組38輛，投放於新前橋電車區（即現時高崎車輛中心）。
車身顏色以奶油10號為底色，配搭綠14號和粉紅色的線條（據說有“三明治火車”的綽號，1988年至1989年上半年製造的一次車（101 - 105）和1989年下半年至1991年製造的二次車（106 - 119）外觀上的設計有所不同，後者改變了窗戶的分割方式，亦於新製造時起裝備了ATS-P。
100番台可以與0番台併結運行，而和0番台不同，100番台並不配備撒沙裝置和除霜用集電弓，但配備了防雪制動器，並可與EF63型電力機車進行牽引與推進運輸以應對信越本線橫川至輕井澤之間的碓氷峠。為作識別，側面的形式標記直前標有一個40毫米直徑的圓形標誌。
| 車輛 編號 | 製造日     | 製造 工場 | 新製 配置 | 編成 編號 | 車体 形態 | 備考                               | 除籍日     | 現況           |
| 101       | 1988.11.30 | 大船      | 新前橋    | R1        | 1次形     | 2005年新前橋電車區改為高崎車輛中心 | 2017.10.30 | 解体           |
| 102       | 1988.12.01 | 大宮      | 新前橋    | R2        | 1次形     | 2005年新前橋電車區改為高崎車輛中心 | 2016.07.14 | 解体           |
| 103       | 1989.02.01 | 大井      | 新前橋    | R3        | 1次形     | 2005年新前橋電車區改為高崎車輛中心 | 2017.04.21 | 解体           |
| 104       | 1989.02.28 | 大宮      | 新前橋    | R4        | 1次形     | 2005年新前橋電車區改為高崎車輛中心 | 2017.04.21 | 解体           |
| 105       | 1989.03.23 | 新津      | 新前橋    | R5        | 1次形     | 2005年新前橋電車區改為高崎車輛中心 | 2017.04.21 | 解体           |
| 106       | 1989.09.11 | 大宮      | 新前橋    | R6        | 2次形     | 2005年新前橋電車區改為高崎車輛中心 | 2017.06.24 | 解体           |
| 107       | 1989.09.30 | 大井      | 新前橋    | R7        | 2次形     | 2005年新前橋電車區改為高崎車輛中心 | 2017.10.04 | 轉讓至上信電鐵 |
| 108       | 1989.10.20 | 新津      | 新前橋    | R8        | 2次形     | 2005年新前橋電車區改為高崎車輛中心 | 2017.10.04 | 轉讓至上信電鐵 |
| 109       | 1989.10.20 | 長野      | 新前橋    | R9        | 2次形     | 2005年新前橋電車區改為高崎車輛中心 | 2017.04.21 | 解体           |
| 110       | 1989.11.20 | 大宮      | 新前橋    | R10       | 2次形     | 2005年新前橋電車區改為高崎車輛中心 | 2017.06.24 | 解体           |
| 111       | 1989.12.27 | 大船      | 新前橋    | R11       | 2次形     | 2005年新前橋電車區改為高崎車輛中心 | 2017.06.24 | 解体           |
| 112       | 1990.02.28 | 大宮      | 新前橋    | R12       | 2次形     | 2005年新前橋電車區改為高崎車輛中心 | 2016.07.14 | 解体           |
| 113       | 1990.02.23 | 大井      | 新前橋    | R13       | 2次形     | 2005年新前橋電車區改為高崎車輛中心 | 2017.08.23 | 轉讓至上信電鐵 |
| 114       | 1990.03.29 | 大船      | 新前橋    | R14       | 2次形     | 2005年新前橋電車區改為高崎車輛中心 | 2017.08.23 | 轉讓至上信電鐵 |
| 115       | 1990.03.06 | 郡山      | 新前橋    | R15       | 2次形     | 2005年新前橋電車區改為高崎車輛中心 | 2017.10.12 | 轉讓至上信電鐵 |
| 116       | 1990.09.10 | 大宮      | 新前橋    | R16       | 2次形     | 2005年新前橋電車區改為高崎車輛中心 | 2017.10.12 | 轉讓至上信電鐵 |
| 117       | 1990.11.12 | 大井      | 新前橋    | R17       | 2次形     | 2005年新前橋電車區改為高崎車輛中心 | 2017.06.24 | 解体           |
| 118       | 1990.12.26 | 新津      | 新前橋    | R18       | 2次形     | 2005年新前橋電車區改為高崎車輛中心 | 2016.07.14 | 解体           |
| 119       | 1991.02.27 | 大宮      | 新前橋    | R19       | 2次形     | 2005年新前橋電車區改為高崎車輛中心 | 2016.07.14 | 解体           |

## 運用

### 0番台
小山車輛中心管理的N1 - N8編組運用如下。
- 日光線（宇都宮 - 日光）
- 東北本線（宇都宮線）（小金井-宇都宮）※過去有到黒磯的運用。

於2013年3月16日（2013年）的時刻表改正，本車型被205系600番台取代，結束定期運用。所有的車輛都在同年6月報廢，不需再用番台區分。

### 100番台
高崎車輛中心安排的R1 - R19編組運用如下。
- 兩毛線（新前橋 - 小山）
- 上越線（高崎 - 水上）
- 吾妻線（澀川 - 大前）
- 信越本線（高崎 -横川）

## 讓渡至上信電鐵
有6列12輛100番台轉讓到上信電鐵。編成編號為R7，R8，R13 - R16。。
700形電車

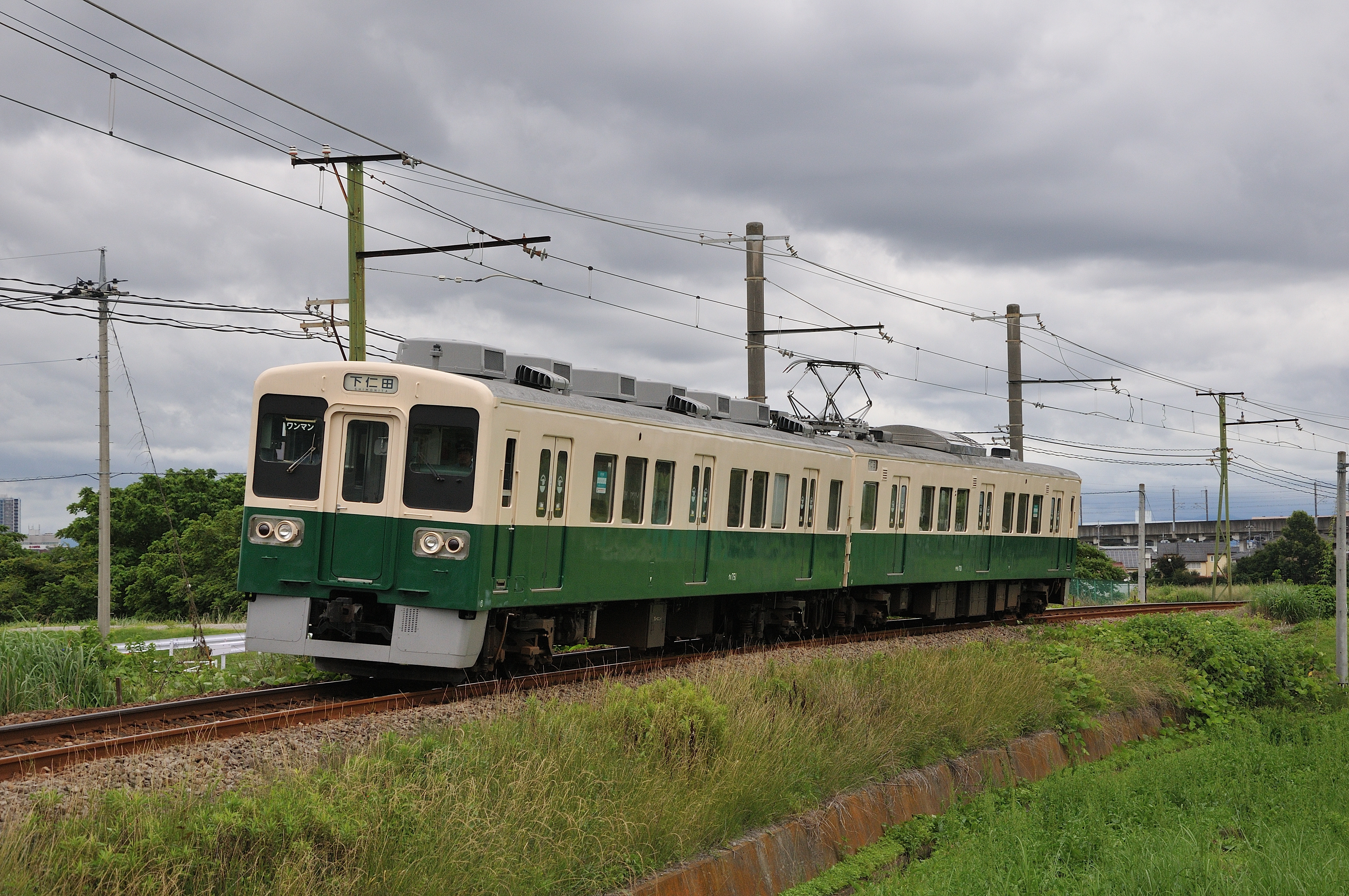
701編成（原R7編成）
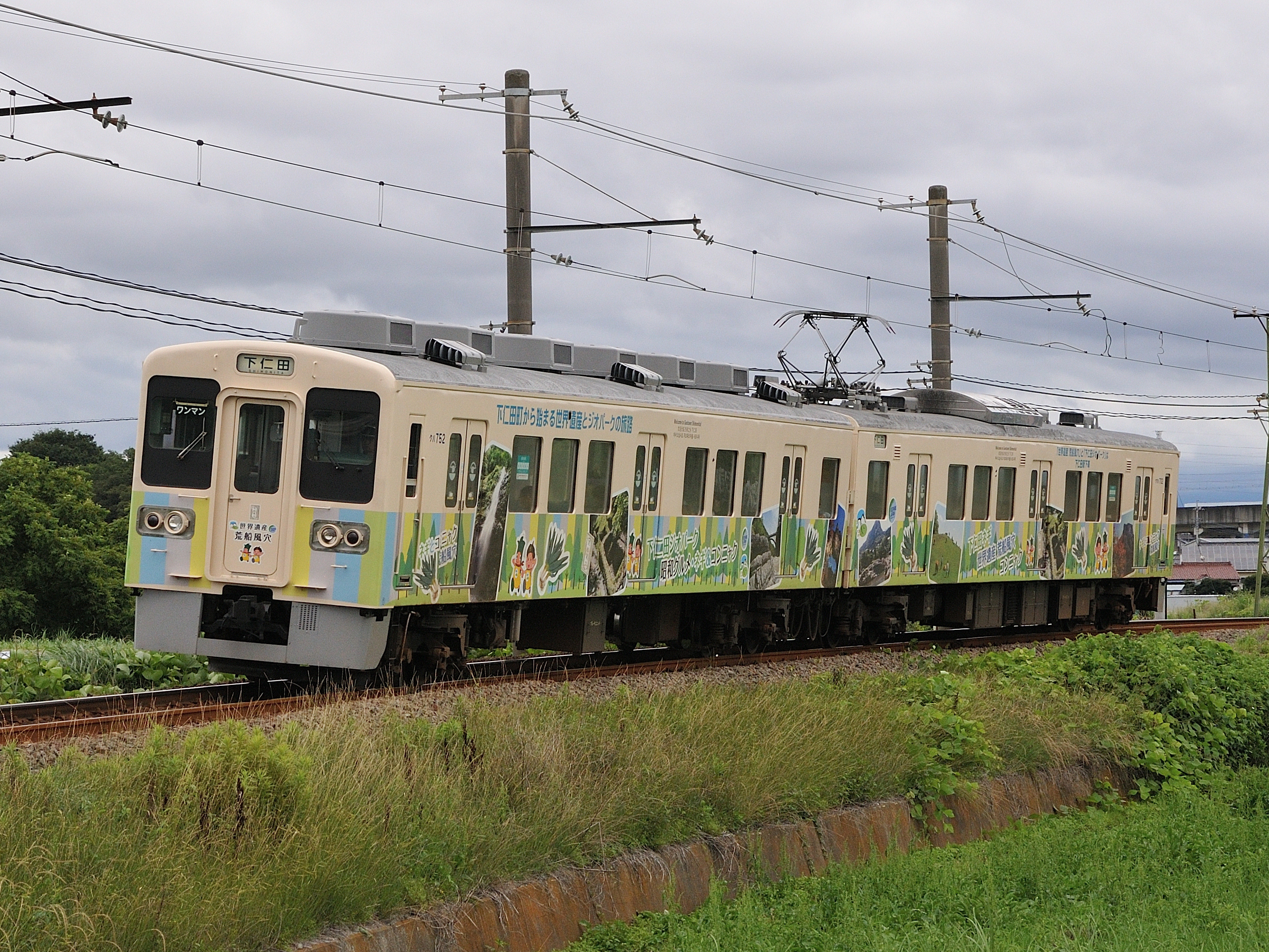
702編成（原R13編成） 下仁田ジオパーク広告車
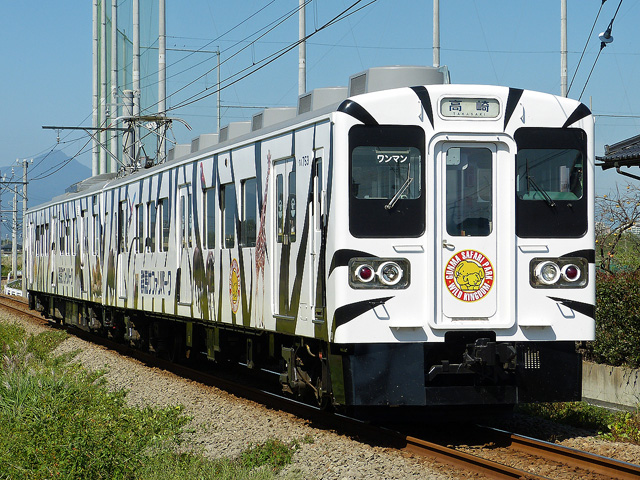
703編成（原R15編成） 群馬サファリパーク広告車
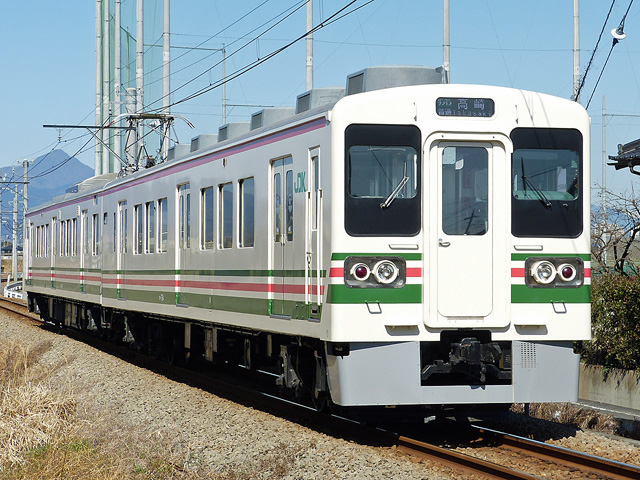
704編成（原R16編成）
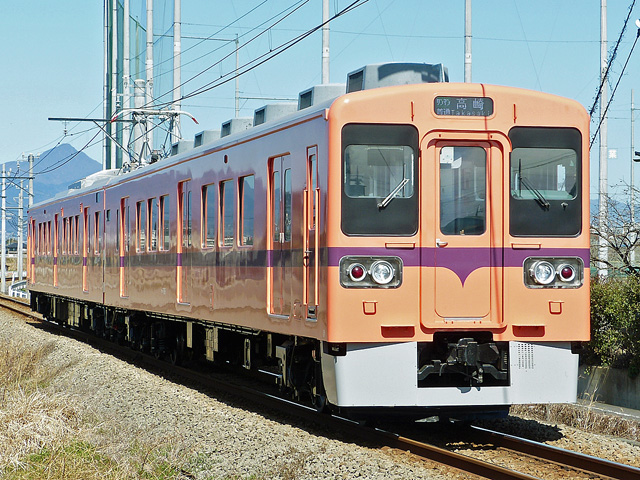
705編成（原R14編成）

| 編成    | 車號              | 運用開始日                    | JR時時期的編號 |
| 編成    | ←下仁田 高崎→     | 運用開始日                    | JR時時期的編號 |
| ------- | ----------------- | ----------------------------- | -------------- |
| 第1編成 | クハ751+クモハ701 | 2019/03/10                    | R7             |
| 第2編成 | クハ752+クモハ702 | 2019/03/28                    | R13            |
| 第3編成 | クハ753+クモハ703 | 2019/09/11                    | R15            |
| 第4編成 | クハ754+クモハ704 | 2019/12/15（臨時） 2019/12/16 | R16            |
| 第5編成 | クハ755+クモハ705 | 2020/02/29                    | R14            |

## 軼事
這款列車有在漫畫《日常》中出現。

## 外部連結
- JR東日本：車両図鑑>在来線 107系（页面存档备份，存于） - 東日本旅客鉄道

## 資料來源
1. ↑  .   [2018年1月19日]. （原始内容存档于2016年3月4日）.
2. ↑  「さらば「N」トレイン JR日光線、17日で最後 宇都宮駅でセレモニーも」（下野新聞 2010年1月15日）[永久]
3. ↑  鉄道ダイヤ情報　2013年9月号p.127
4. ↑   (PDF). 東日本旅客鉄道株式会社高崎支社. 2017-07-27  [2017-07-29]. （原始内容存档 (PDF)于2020-11-24）.
5. ↑  . 上毛新聞社. 2017-07-28  [2017-07-27]. （原始内容存档于2017-07-27）.
6. ↑  ジェー・アール・アール編『JR電車編成表』2017冬 ジェー・アール・アール、交通新聞社、2016年、p.356。ISBN 9784330737164。
7. 1 2  ジェー・アール・アール編『JR電車編成表』2018冬 ジェー・アール・アール、交通新聞社、2017年、p.356。ISBN 9784330841175。
8. ↑  鉄道ダイヤ情報 2013年2月号（交通新聞社）
9. ↑  下野新聞 2013年1月16日朝刊記事 「JR日光線、リニューアル車両公開」（下野新聞社）
10. ↑  . 上毛新聞. 2017-08-29  [2017-08-29]. （原始内容存档于2017-08-30）.
11. ↑  上信電鉄700形が営業運転を開始 （页面存档备份，存于）railf.jp 2019年3月11日 2019年9月24日閲覧
12. ↑  上信電鉄700形第2編成が営業運転を開始 （页面存档备份，存于）railf.jp 2019年4月3日 2019年9月24日閲覧
13. ↑  上信電鉄700形第3編成が営業運転を開始 （页面存档备份，存于）railf.jp 2019年9月12日 2019年9月24日閲覧
14. ↑  「JR107系リバイバルカラー記念」特別臨時列車の運行について （页面存档备份，存于）上信電鉄株式会社 2019年12月6日 2019年12月17日閲覧
15. ↑  「クモハ704・クハ754」営業運転開始について （页面存档备份，存于）上信電鉄株式会社 2019年12月15日 2019年12月17日閲覧
16. ↑  「クモハ705・クハ755」営業運転開始について （页面存档备份，存于）上信電鉄株式会社 2020年2月27日 2020年2月28日閲覧